# Jack Antonoff
Jack Michael Antonoff, né le 31 mars 1984 à Bergenfield (New Jersey), est un auteur-compositeur-interprète, multi-instrumentiste et producteur américain.
Il est le guitariste du groupe d'indie pop Fun et chanteur du groupe Bleachers. Il fut par le passé le chanteur-compositeur principal du groupe Steel Train.

## Biographie
Jack Antonoff est né à Bergenfield dans le New Jersey. Il est le frère cadet de la styliste Rachel Antonoff. 
Il grandit à New Milford et à Woodcliff Lake et fréquente l'école primaire Solomon Schechter Day School dans le comté de Bergen,.  
Il poursuit ses études en secondaire à l'école Professional Children's School à New York. C'est là qu'il rencontre l'actrice Scarlett Johansson, avec qui il a une relation de 2001 à 2002.

## Carrière
Au cours de sa deuxième année de lycée, Jack Antonoff et plusieurs de ses camarades forment un groupe de musique punk rock appelé Outline. Le groupe a un succès suffisant pour partir en tournée en Floride et au Texas. Il est dissout au moment où les membres décident d'entrer à l'université.
En 2002, Antonoff et son ami Scott Irby-Ranniar forment un nouveau groupe, Steel Train. Ils signent avec le label Drive-Thru Records. Antonoff est le chanteur de la nouvelle formation. 
Ils recrutent rapidement le batteur Matthias Gruber et convainquent un de leurs amis du groupe Random Task, Evan Winiker, d'abandonner ses études pour se joindre au groupe.
En 2008, Nate Ruess (auparavant le leader du groupe de musique The Format) demande à Jack de se joindre à lui et à Andrew Dost pour un nouveau groupe nommé Fun. Antonoff connait déjà Ruess et Dost car leurs anciens groupes étaient partis en tournée ensemble.
Le deuxième album de Fun, Some Nights, obtient la première place dans un classement avec le single We Are Young, qu'Antonoff a coécrit avec Ruess, Dost et Jeff Bhasker.

## Vie privée
De 2001 à 2002, il a eu une relation avec l'actrice Scarlett Johansson.
Jack Antonoff a fréquenté l'actrice Alia Shawkat de 2007 à 2010.
En 2012, il entame une relation avec la réalisatrice et actrice Lena Dunham. En janvier 2018, leur rupture est annoncée. Cette relation a inspiré Taylor Swift et a écrit la chanson You Are In Love pour son album 1989 en 2014.
Depuis août 2021, il est en couple avec l'actrice Margaret Qualley. En mai 2022, elle annonce leurs fiançailles sur son compte Instagram. Ils se marient le 19 août 2023 à Beach Haven (New Jersey).

## Chansons écrites
| Année | Artiste        | Chanson                    | Coécrit avec                          | Meilleure position aux États-Unis | Meilleure position au Royaume-Uni |
| 2011  | Fun            | We Are Young               | Nate Ruess, Andrew Dost, Jeff Bhasker | 1                                 | 1                                 |
| 2012  | Fun            | Some Nights                | Nate Ruess, Andrew Dost, Jeff Bhasker | 3                                 | 7                                 |
| 2013  | Tegan and Sara | How Come You Don't Want Me | Tegan Quin, Sara Quin                 | –                                 | –                                 |
| 2013  | Sara Bareilles | Brave                      | Sara Bareilles                        | –                                 |                                   |

Il travaille avec l'auteure-compositrice-interprète américaine Taylor Swift depuis 2013 avec la chanson Sweeter Than Fiction, puis sur l'album 1989 (3 chansons), reputation (6 chansons), Lover (11 chansons), folklore (7 chansons), evermore (2 chansons), puis produira et co-écrira l'intégralité de Midnights, ainsi que quelques pistes de ses rééditions (19 chansons au total). Il co-écrira et produira, quelques chansons, sur l'album The Tortured Poets Department, notamment Fortnight avec Taylor Swift et Post Malone.
Il participe aussi aux réenregistrement des anciens albums de la chanteuse, notamment dans les chansons "From The Vault" (qui n'étaient pas sur l'album au moment de sa sortie) (Fearless (Taylor's Version), Red (Taylor's Version), Speak Now (Taylor's Version) ou 1989 (Taylor's Version)).
Il travaille aussi avec les auteures-compositrices-interprètes Lorde (sur tout l'album Melodrama et la chanson Solar Power) et Lana Del Rey (sur les albums Norman Fucking Rockwell! (11 chansons), Chemtrails over the Country Club (8 chansons) et Did You Know That There's a Tunnel Under Ocean Blvd (6 chansons).
Il a également participé à la production de chansons pour Diana Ross, The 1975, FKA Twigs, Florence + the Machine, Clairo, Carly Rae Jepsen, Pink et St. Vincent, ainsi qu'à la musique du film Les Minions 2 : Il était une fois Gru.

### Albums
- 2005 : Twilight Tales from the Prairies of the Sun
- 2007 : Trampoline
- 2010 : Steel Train
- 2024 : Bleachers[18]

### EPs
- 2003 : For You My Dear
- 2009 : Steel Train Is Here

## Récompenses et nominations
- Les Grammys : les albums 1989, folklore et Midnights de Taylor Swift ont remporté les Grammys les plus prestigieux "Album Of The Year". Melodrama, Norman Fucking Rockwell et Did You Know That There's a Tunnel Under Ocean Blvd de Lana Del Rey ont été nommés dans cette catégorie, en 2018, 2019 et 2024. Reputation a été nommé dans la catégorie "Pop Vocal Album of The Year" en 2018.
- folklore a gagné 9 récompenses, Lover 11, reputation 7, 1989 est l'album pop le plus récompensé de l'histoire.

### Reconnaissances
- Le magazine Time l'a mentionné dans sa liste des 100 personnes les plus influentes de l'année 2024[19].